# 馬亞達洪達閃電足球會
马哈达翁达闪电足球俱乐部（西班牙語：CF Rayo Majadahonda）是一家位于西班牙马德里自治区马哈达翁达市的足球俱乐部，目前正在参加西班牙皇家足協甲組聯賽。俱乐部成立于1976年，主场位于山楂岭球场。
在2018年西班牙足球乙二级联赛升级附加赛冠军组的对决中，马哈达翁达闪电凭借着对方后卫米切尔·萨瓦科的乌龙，在最后时刻绝杀卡塔赫纳，以客场进球的优势淘汰对手，队史首次升上西乙联赛

## 体育场
球队在山楂岭球场进行主场比赛，可容纳 3,900 名观众和天然草地。该设施与阿尔科孔位于马哈达翁达的城市范围内，并于 1995 年 9 月 13 日在市政场地的遗迹上落成，其建造日期可追溯到 1976 年。
该场地是马哈达翁达体育城的一部分，自 1997 年以来，马德里竞技俱乐部用于一线队训练和马德里竞技女子足球俱乐部比赛、马德里竞技 B和其他附属机构。该综合体共有五个运动场：三个是天然草（包括体育场），两个是人造草。
在与市议会和马德里竞技俱乐部达成协议后，由于 2017-18 赛季末实现的升级以及职业足球联赛的需求，该体育场目前正在改造中。马德里竞技俱乐部以防止巴列卡诺的降级，马哈达翁达闪电下赛季的首秀主场在万达大都会球场。 球队在山楂岭球场进行主场比赛，可容纳 3,900 名观众和天然草地。该设施与阿尔科孔位于马哈达翁达的城市范围内，并于 1995 年 9 月 13 日在市政场地的遗迹上落成，其建造日期可追溯到 1976 年。